# منلیک دوم
منلیک دوم (گعز: ዳግማዊ ምኒልክ؛ ۱۷ اوت ۱۸۴۴ – ۱۲ دسامبر ۱۹۱۳) از ۱۰ مارس ۱۸۸۹ تا هنگام مرگش یعنی ۱۲ دسامبر ۱۹۱۳ امپراتور اتیوپی بود. امپراتوری اتیوپی در زمان وی به اوج دوران شکوه و جلال خود رسید و بسیار قدرتمند شد.
در زمان امپراتوری وی ایتالیا برای حضور استعماری در آفریقا به اتیوپی حمله کرد و برخی از مناطق ساحلی را فتح کرد و اتیوپی مجبور به قبول پیمان وچاله مبنی بر ایجاد مستعمره اریتره شد. اتیوپی این پیمان را در سال ۱۸۹۳ رد کرد. به دلیل این توهین، ایتالیا جنگ اتیوپی در سال ۱۸۹۵ را اعلام کرد. جنگ نخست ایتالیا-اتیوپی در سال ۱۸۹۶ منجر به جنگ آدوا شد. در نتیجه جنگ، ایتالیا معاهده آدیس‌آبابا را امضا کرد که به موجب آن اتیوپی یک کشور مستقل دانسته می‌شد. پس از این اعلام استقلال قدرت و محبوبیت وی در این کشور دوچندان شد.
در زمان وی اولین کابینه وزیران اتیوپی تشکیل شد تا در اداره امور کشور به امپراتور کمک کند. وی وزیران را از میان افراد محترم و مورد اطمینان انتخاب نمود. این افراد تا مدت‌ها پس از مرگ منلیک دوم نیز در سمت‌های خود ماندند.
وی در ۲۷ اکتبر ۱۹۰۹ سکته مغزی کرد و از ادامه اداره امپراتوری ناتوان گشت؛ بنابراین اداره امور از مارس ۱۹۱۰ به یک شورا سپرده شد. وی در نهایت در ساعات اولیه صبح روز ۱۲ دسامبر ۱۹۱۳ درگذشت و به سرعت و بدون مراسم در کلیسای در زمین‌های کاخ امپراتوری به خاک سپرده شد. در سال ۱۹۱۶ وی را نبش قبر کردند و قبر وی را در کلیسایی دیگر گذاشتند.
پس از مرگ منلیک دوم، آن شورا به کار خود ادامه داد تا این که در ۲۷ سپتامبر ۱۹۱۶ زودیتو امپراتور بعدی اتیوپی شد.